# Desert Race
Desert Race is een lanceerachtbaan in Heide-Park Soltau in Duitsland. De achtbaan is gebouwd door de Zwitserse achtbaanfabrikant Intamin AG, en is geopend op 15 mei 2007.
De achtbaan heeft een snelheid van 100 km/h, die wordt bereikt in 2,4 seconden. Desert Race rijdt met twee treinen, die elk 5 karretjes hebben. Per karretje 4 mensen komt neer op 20 mensen per trein. De baan heeft een capaciteit van 800 passagiers per uur.

## Foto's

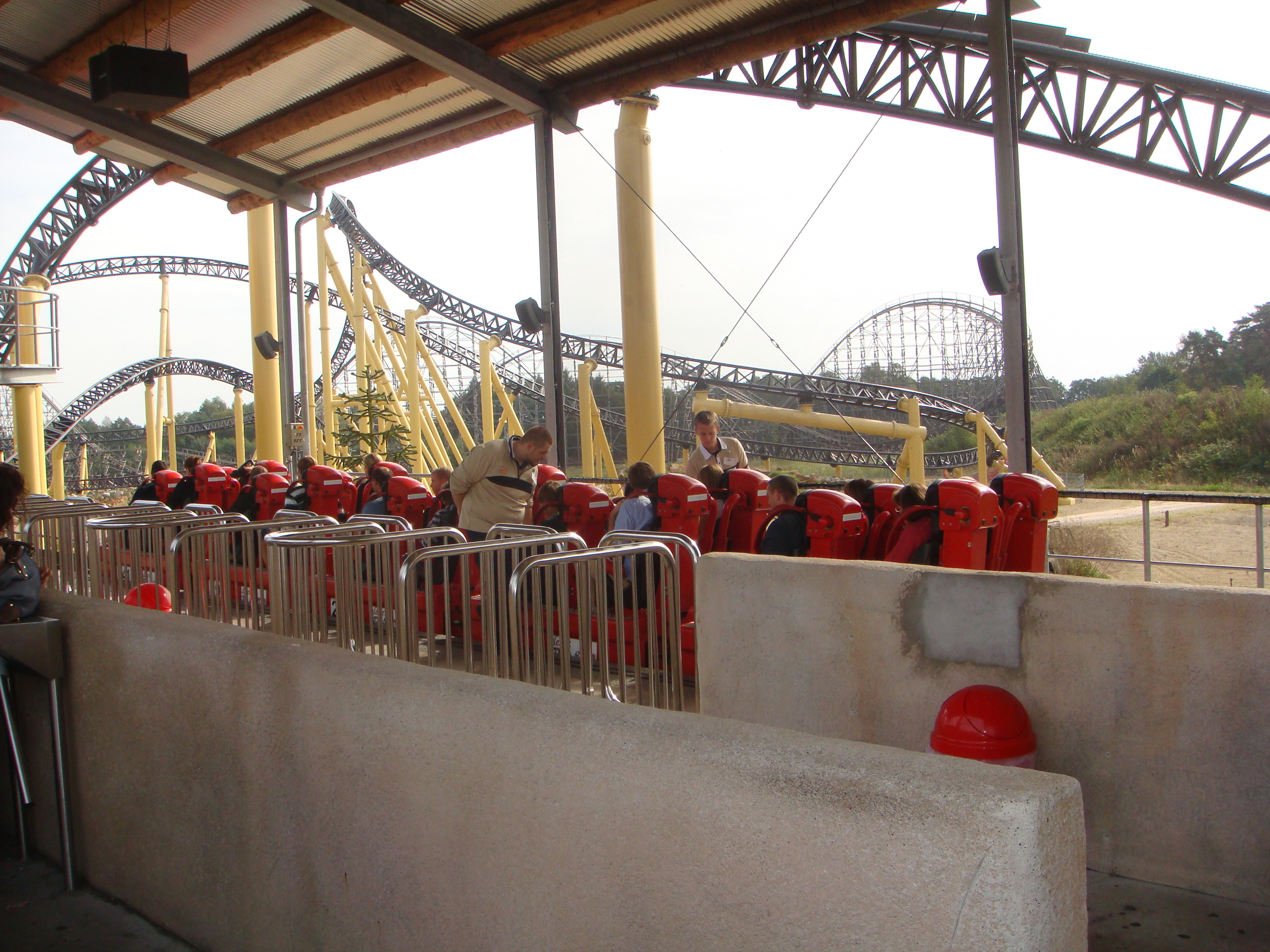
Het station van Desert Race